# Bäckeranlage
Die Bäckeranlage ist ein Park im Bezirk Aussersihl (Kreis 4) der Stadt Zürich. Den Namen hat die Anlage von der Bäckerstrasse, die ursprünglich, vor einer Strassenkorrektur der Stauffacherstrasse, bis zur Feldstrasse führte.

## Lage
Die Bäckeranlage liegt in der Nähe vom Helvetiaplatz und Langstrasse im Zürcher Kreis 4. Sie wird eingerahmt von der Stauffacher-, Feld- und Hohlstrasse sowie östlich vom Schulhaus Kernstrasse.

## Geschichte
Im 5./6. Jahrhundert lag auf dem Gebiet der Bäckeranlage ein alemannischer Friedhof. Eine erste Parkanlage wurde 1901 von Evariste Mertens als bürgerlicher Stadtpark inmitten des damaligen Arbeiterviertels erstellt. Die streng geometrisch angelegte Grünanlage wurde jedoch kaum benutzt. Die Anlage verwilderte innerhalb weniger Jahre und wurde von Randständigen in Beschlag genommen. 1938 machten Evaristes Söhne, die Gebrüder Walter und Oskar Mertens, aus dem Landschaftsgarten einen Wohngarten. Auf der neuen Anlage, die am 3. Juni 1939 eingeweiht wurde, durfte der Rasen betreten und im Wasserbecken geplanscht werden. Zudem erhielt der Park einen Musikpavillon. Vom ursprünglichen Bürgerpark blieben nur einige Bäume erhalten. In dieser neuen Form wurde der Park von der Bevölkerung angenommen und benutzt.

### Verdrängung der Quartierbevölkerung
In den Siebzigerjahren wurde der Park wieder von alkoholabhängigen Obdachlosen in Beschlag genommen, die sich im Musikpavillon und nahe dem Wasserbecken einrichteten. 1996 wurde der Musikpavillon von einem Obdachlosen durch unvorsichtigen Umgang mit Raucherwaren in Brand gesteckt. Ein Jahr darauf stürzte der ausgebrannte Kleinbau bei einem unsachgemässen Renovierungsversuch ganz ein. Ende der Neunzigerjahre, nach der Schliessung der offenen Drogenszenen am Platzspitz und Letten, gesellten sich zunehmend Drogensüchtige zu den Obdachlosen und die Quartierbevölkerung blieb dem Park fern. Die Bäckeranlage drohte zu einer Nachfolgerin des Letten zu werden.
Am 23. März 2001 wurde der Park geschlossen, mit einem mannshohen Zaun abgeriegelt sowie von einem mobilen Polizeiposten überwacht. Am 7. April 2001 wurde die Anlage mit einem Fest wieder eröffnet. Die ständige mobile Polizeieinheit – 75 Polizisten mit Spezialausbildung – blieb bis auf weiteres präsent und in einer mobilen Baracke entstand ein Café-Restaurant mit Kulturbetrieb, das eine erneute Verslumung verhindern sollte.

### Quartierzentrum Aussersihl
1999 ging aus einem offenen Wettbewerb für den Neubau eines Quartierzentrums das Projekt «Mogli» des Büros EM2N als Sieger hervor. Dieser geplante sechsgeschossige, vieleckige Glassturm galt jedoch als zu protzig und scheiterte 2002 im Stadtparlament aufgrund des Widerstandes von rechtsliberaler Seite. Gleichzeitig wurde das ursprüngliche Budget von 5.5 Mio. CHF für einen Neubau auf 3 Mio. CHF reduziert. Darauf machten sich die Architekten von EM2N an einen neuen Entwurf. Entstanden ist ein schlichter dreistöckiger Bau mit nierenförmigem Grundriss, der am 1. Oktober 2004 eingeweiht und am 29. Mai 2010 durch einen Brand beschädigt wurde. In der Jury sassen u. a. Andrea Deplazes, Christoph Luchsinger und Wolfgang Schett.

### Name
Beim Erstellen der Anlage 1901 wurde der Park nach der Bäckerstrasse benannt, die damals, vor einer Strassenkorrektur der Stauffacherstrasse, bis zur Feldstrasse führte. Die Bäckerstrasse wiederum hat ihren Namen von einer Bäckerei, die von 1823 bis 1957 im Eckhaus Badener- / Bäckerstrasse untergebracht war. 1955 erhielt der Park die Bezeichnung Aussersihler Anlage, ein Überbleibsel des Eidgenössischen Schützenfestes von 1872. 2005 erhielt der Park wieder seine ursprüngliche Bezeichnung Bäckeranlage.

## Nutzung und Situation heute
Zwar halten sich auch heute immer noch vereinzelt Randständige im Bäckerareal auf, aber das Bild wird hauptsächlich von jungen Familien dominiert. Über den Mittag finden sich zahlreich Angestellte aus den umliegenden Büros, Geschäften und Agenturen zum Essen im Restaurant Bäckeranlage ein und im Sommer wird die ganze Anlage rege von der Quartierbevölkerung genutzt.